# 대한민국 민법 제1012조
대한민국 민법 제1012조는 민법의 조문이다. 본 조는 1958년 2월 22일 법률 제471호로 제정되었으며, 1960년 1월 1일부터 시행되었다.

## 조문
제1012조(유언에 의한 분할방법의 지정, 분할금지)
피상속인은 유언으로 상속재산의 분할방법을 정하거나 이를 정할 것을 제삼자에게 위탁할 수 있고 상속개시의 날로부터 5년을 초과하지 아니하는 기간내의 그 분할을 금지할 수 있다.

第1012條 (遺言에 依한 分割方法의 指定, 分割禁止)被相續人은 遺言으로 相續財産의 分割方法을 定하거나 이를 定할 것을 第三者에게 委託할 수 있고 相續開始의 날로부터 5年을 超過하지 아니하는 期間內의 그 分割을 禁止할 수 있다.

## 같이 보기
- 상속
- 유언